# Hopen
Hopen è un'isola situata nel sud-est dell'arcipelago delle isole Svalbard, in Norvegia.
L'isola è situata a sud-est di Edgeøya ed è lunga 37 km e larga circa 2 per una superficie totale di 46 km². IL territorio dell'isola è prevalentemente montuoso, il rilievo più elevato è il monte Iversenfjellet (371 m s.l.m.)
Sull'isola si trova una stazione meteorologica aperta dall'Istituto Meteorologico Norvegese (in lingua norvegese Norges Meteorologiske Institutt) nel 1947, in cui risiedono per sei mesi all'anno quattro persone inviate dall'istituto per attività di osservazione e manutenzione.
Hopen è sito compreso nella convenzione di Ramsar sulle zone umide ed è una Important Bird and Biodiversity Area, il lato settentrionale dell'isole è scosceso ma con dei gradoni rocciosi che offrono spazi di nidificazione per diverse specie fra le quali la pulcinella di mare (Fratercula arctica) e circa 63.000 coppie nidificanti di gabbiano tridattilo (Rissa tridactyla).
L'isola è inoltre un importante luogo di permanenza invernale degli orsi polari, il cui habitat ed in particolare i luoghi in cui transitano e soggiornano nei mesi invernali sono tutelati dall'Accordo per la protezione degli orsi polari risalente al 1973.